# Fingerfilodendron
Fingerfilodendron (Monstera deliciosa) er en art blomsterplante i arum-familien (Araceae) hjemmehørende i tropiske skove i Mellemamerika fra det sydlige Mexico til Panama i syd. Den er blevet indført til mange tropiske områder og er blevet en mild invasiv art på Hawaii, Seychellerne, Ascension og Selskabsøerne. Den er ofte dyrket i tempererede områder som en potteplante.

## Navnet
Artsepitetet i det videnskabelige navn, deliciosa, betyder "lækker" med henvisning til den spiselige frugt. Slægten Monstera har navn efter det latinske ord for "mostrøs" eller "abnorm" og refererer til de usædvanlige blade med naturlige huller som medlemmer af slægten har.
Planten blev beskrevet og navngivet videnskabeligt af Frederik Liebmann i 1849. Liebmann afslutter sin latinske botaniske beskrivelse med denne bemærkning på dansk: "Denne mærkelige nye Art voxer paa Mexicos vestlige Cordillerer i Departementet Oajaca paa Skovtræer i den tempererte Region paa 5—7000’ Hoide, i det samme Strög, hvor Chirostemon platanoides hörer hjemme. I Haver i Byen Oajaca har jeg seet den dyrket under Navn af Piñanona. Den modne Kolbeaxe ansees som en stor Lækkerhed og er af en söd aromatisk Smag. Navnet antyder at Ananassens (Piña) og Anonens Smag i denne findes forenede. Dette er den förste bekjendte Aroidee med spiselig Frugtdeel."

## Beskrivelse
Fingerfilodendron er en epifyt med luftrødder, der kan blive op til 20 meter i naturen, med store, læderagtige, blanke, hjerteformede blade med en længde på 25-90 cm og bredde på 25-75 cm. Bladene på unge planter er mindre og hele uden flige og huller, men de bliver hullede og dybt fligede når de vokser.
Vilde nyspirede planter vokser i den retning der er mørkest indtil de finder en træstamme, og begynder derefter at vokse ad træet mod lyset.
Blomsterstanden er omgivet af et hvidt, fløjlsagtigt hylsterblad der som en hætte dækker en gullig hvid 10-15 cm høj kolbe med en diameter på omkring 3 cm. Blomsterne er tvekønnede og selvbestøvende.

### Frugten
Frugten på fingerfilodendron er op til 25 cm lang og 3-5 cm i diameter. Den ligner en grøn majskolbe dækket med sekskantede skæl. Når frugten modnes, falder skællene af og frigiver en stærk og sød duft. Duften er blevet sammenlignet med en kombination af ananas og bananer. Frugten er spiselig.
Frugter af planter i arum-familien indeholder ofte nålelignende strukturer af kalciumoxalat. Fingerfilodendrons umodne frugter har disse krystallinsks strukturer som kan give irritation i munden.
Det tager længere end et år for frugten at blive moden. Det første tegn på modenhed er gulfarvning af de nederste skæl. Efterhånden som den modnes, omdannes stivelsen, der er lagret i den grønne frugt, til sukker, hvilket giver frugten sin søde smag. Den stærke lugt, frugten producerer, bliver mærkbar, når den er halvmoden. Som tiden går, og frugten fortsætter med at modnes, bliver lugten stærkere. Efter at den er blevet fuldstændig moden, aftager duften dog hurtigt.

## Udbredelse og vækst
Plante lever i de fugtige tropiske skove, i lavlandet og lavere bjerge, i den allersydligste del af Mexico og i Belize, Honduras, El Salvador, Costa Rica, Guatemala og Panama. Frøene falder til jorden, og derefter vokser frøplanterne mod mørke (negativ fototropisme), indtil de møder et træ, som de kan sætte sig fast på. Mange rødder ved siden af hinanden gør det muligt for planten at forankre sig mod træet og nå op til lyset i kronen (selvom den sjældent vokser i fuld sol og foretrækker lys som er dæmpet af blade). Vilde planter kan også findes i dele af Nordamerika (Florida), Asien (Malaysia, Indien), Australien og det vestlige Middelhavsområde (Sicilien, Portugal, Marokko, Madeira).

## Dyrkning
Fingerfilodendron er almindeligt dyrket udendørs som prydplante i troperne og subtroperne. Planten kræver meget plads og en rig og løs jord (ideelt havejord og kompost i lige dele). Hvis den vokser i jorden, er det bedst at plante den nær et træ, hvor den kan klatre, eller mod en espalier.
Det er svært at få fingerfilodendron til at blomstre uden for sit typiske tropiske habitat, men i sit tropiske og subtropiske habitat blomstrer planten let. Under ideelle forhold blomstrer den cirka tre år efter plantning. Planten kan formeres ved at tage stiklinger.

### Høstning af frugten
I de områder hvor den vokser naturligt, betragtes fingerfilodendrons frugt som en delikatesse på grund af dens søde og eksotiske smag. Frugten kan modnes ved at skære den af, når de første skæl begynder at løfte sig op, og den begynder at udstråle en skarp lugt. Frugten pakkes så ind i papir indtil skællene begynder at falde af. Frugtkødet ligner ananas i tekstur og har en frugtagtig smag, der ligner jackfrugt og ananas. De umodne grønne frugter kan irritere halsen, og saften i blade og stængler kan give udslæt på huden, fordi de indeholder kaliumoxalat.

### Indendørs dyrkning
Dens arkitektoniske kvaliteter, lette dyrkning og tolerance over for en lang række forhold gør den også til en ideel plante til indendørs dyrkning. Af denne grund er det en populær plante i hjem og kontorer i hele den tempererede nordlige halvkugle. Det foretrækker stærkt indirekte lys og temperaturer på 20–30 °C. Blomstring er sjælden, når den dyrkes indendørs.
I Storbritannien har fingerfilodendron og sorten 'Variegata' vundet Royal Horticultural Societys Award of Garden Merit.

## Andre anvendelser
Luftrødderne er blevet brugt som reb i Peru og til at lave kurve i Mexico. På Martinique bruges roden til at lave et middel mod slangebid.

## Billeder
- Blomst
- Blad
- Blad og blomst
- Umoden frugt
- Modnende frugt
- Luftrod fastgjort til en stang